# 郑宇光
郑宇光（英語：Jeffrey Chueng，11月23日—），辽宁省大连市人，毕业于加拿大女皇大学，2006年世界男模特大赛中国赛冠军，2007年韩国江原道世界男模大赛冠军。

## 生平
郑宇光出生在辽宁省大连市，他母亲是一名英文翻译，曾被母亲送到加拿大女皇大学学习，主攻计算机，辅修经济学。

## 奖项
- 2006年，世界男模特大赛中国赛冠军（英語：Manhunt International 2007）。

- 2007年，韩国江原道世界男模大赛冠军。[1][4][5][6]